# Apollo 9
Apollo 9 (angleško Apolon 9) je bila tretja vesoljska odprava s človeško posadko v Nasinem Programu Apollo in prva s Komandno-servisnim modulom (CSM) ter Lunarnim modulom (LM). Tričlanska posadka v sestavi: poveljnik odprave Jim McDivitt, pilot Komandnega modula Dave Scott in pilot Lunarnega modula Rusty Schweickart je preskušala več sistemov, pomembnih za pristanek na Luni, vključno z motorji LM, sistemi za vzdrževanje življenja, navigacijskimi sistemi in spojitvenimi manevri. To je bil tudi drugi polet rakete nosilke Saturn V. 

## Posadka
Številka v oklepaju predstavlja število vesoljskih poletov vključno s tem za vsakega člana posadke.
- James Alton McDivitt (2), poveljnik odprave (CDR)
- David Randolph Scott (2), pilot Komandnega modula (CMP)
- Russell Louis Schweickart (1), pilot Lunarnega modula (LMP)

Kot pri odpravi Apollo 8 sta bila v glavna posadki dva veterana z odprave Gemini in en novinec.

### Nadomestna posadka
- Charles Conrad, poveljnik odprave
- Richard Francis Gordon mlajši, pilot Komandnega modula
- Alan LaVern Bean, pilot Lunarnega modula

Najprej je bil pilot Lunarnega modula v nadomestni posadki Clifton Curtis Williams. Umrl je 5. oktobra 1967 v nesreči z letalom T-38. Njegovo mesto so dali Beanu. Kasneje, ko je nadomestna posatka letela v odpravi Apollo 12, so v spomin na Williamsa v znak dodali četrto zvezdico.

### Pomožna posadka
- Fred Wallace Haise
- Jack Robert Lousma
- Edgar Dean Mitchell
- Alfred Merrill Worden

### Nadzorniki poleta
- Gene Kranz, bela ekipa
- Gerald D. Griffin, zlata ekipa
- Pete Frank, oranžna ekipa